# Kuala Gading
Kuala Gading is een bestuurslaag in het regentschap Indragiri Hulu van de provincie Riau, Indonesië. Kuala Gading telt 2433 inwoners (volkstelling 2010).